# Carl Huybrechts
Carl Huybrechts (Antwerpen, 6 juli 1951) is een Belgische sportcommentator, tv-presentator en politicus.

## Carrière
Carl Huybrechts startte zijn loopbaan als sportjournalist in 1974 als losse medewerker op de sportredactie van de toenmalige BRT. Eind jaren 70 brak hij door als voetbalcommentator en presentator van Sportweekend. Met de steun van collega's als Ivan Sonck en Rik De Saedeleer en de toestemming van hoofdredacteur Wim De Gruyter voegde Huybrechts meer humor toe aan het sportprogramma. Door het succes van Sportweekend, dat later ook de carrières van sportjournalisten Mark Uytterhoeven en Wouter Vandenhaute lanceerde, groeide Huybrechts in de jaren 80 uit tot een van de populairste tv-persoonlijkheden in Vlaanderen. Huybrechts won in die periode vier keer Humo's Pop Poll in de categorie bekwaamste tv-figuur.
In 1981 presenteerde hij de talkshow Met zicht op zee. Het programma werd een flop. Een uitzending met als gasten komiek Urbanus, De Nieuwe Snaar-muzikant Jan De Smet, cartoonist Kamagurka, presentator Kurt Van Eeghem en criticus Georges Adé ging de Vlaamse tv-geschiedenis in omdat ze volledig uit de hand liep.
In 1984 mocht hij van hoofdredacteur Daniël Mortier, die enkele jaren eerder Wim De Gruyter had opgevolgd, niet mee naar de Olympische Spelen in Los Angeles. Huybrechts bleef in België en presenteerde tijdens het sportevenement een ochtendprogramma. Aan de slechte relatie tussen Huybrechts en Mortier kwam niet meteen een einde. In 1988 kreeg Huybrechts van Mortier te horen dat hij Sportweekend niet langer mocht presenteren, waarop de toen 37-jarige presentator naar Cas Goossens, toenmalig administrateur-generaal van de BRT, stormde en zijn ontslag indiende.
Na zijn ontslag belandde Huybrechts via de echtgenote van de Nederlandse sportjournalist Felix Meurders bij Nederland 3. Op die zender presenteerde hij het cultuurprogramma TV3, dat na verloop van tijd zo'n miljoen kijkers lokte. In 1989 was hij ook kortstondig presentator van Telebingo.
In 1990 keerde Huybrechts terug naar de sportredactie van de BRT en werd hij opnieuw presentator van Sportweekend, hoewel hij ook in Nederland werkzaam bleef. Zo werd hij door de NOS betrokken bij de omkadering van het WK 1998. Daarnaast werd hij in België ook presentator van het gala van de Gouden Schoen en het muziekevenement Night of the Proms, dat hij 30 jaar lang, tot en met 2014, presenteerde. Zijn drukke agenda zorgde ervoor dat hij midden jaren 90 met een burn-out te maken kreeg. Nadien was hij drie jaar werkzaam bij de commerciële zender VT4.
In 1999 keerde Huybrechts terug naar de openbare omroep, waar hij vanaf dan het verborgen-cameraprogramma Met andere woorden presenteerde. In 2003 was hij ook presentator van de talkshow Aan tafel, die tijdens de zomermaanden werd uitgezonden. Na de zomer van 2003 keerde hij terug naar de sportredactie, waar hij ditmaal de omkadering van de UEFA Champions League presenteerde. Enkele jaren later maakte Huybrechts opnieuw de overstap naar VT4. Daar stond hij in 2006 in voor de omkadering van het WK 2006 en het EK 2008. In het voetbalseizoen 2009/10 presenteerde hij op La Deux de Franstalige versie van het tv-programma Studio 1.
In 2011 schreef Huybrechts de biografie van zijn vriend en vroegere collega Rik De Saedeleer. In 2012 volgde de biografie van oud-wielrenner Roger De Vlaeminck. Datzelfde jaar werd hij voetbalcommentator bij Sporting Telenet en schreef hij ook het dieetboek van N-VA-voorzitter Bart De Wever. Daarnaast was hij ook enige tijd de manager van bokser Sugar Jackson.
Bij de gemeenteraadsverkiezingen in 2012 kwam Huybrechts op voor de N-VA in Brasschaat. Hij werd verkozen en legde op 2 januari 2013 de eed af als gemeenteraadslid. Hij hoopte op een schepenpost, maar kreeg die niet in het nieuwe bestuur onder partijgenoot Jan Jambon. In 2015 werd Huybrechts deeltijds medewerker op het kabinet van de minister van Binnenlandse Zaken en Veiligheid, eveneens Jambon. Begin 2017 nam hij ontslag als gemeenteraadslid.

## Tv-programma's
- Sportweekend
- Met zicht op zee (1981)
- Meester, hij begint weer![12]
- TV3 (1988–1989)
- Telebingo (1989)
- F.C. De Kampioenen (2000) - cameo
- Met andere woorden (1999–2001)
- Aan tafel (2003)
- Studio 1 (2009–2010)